# おとなりにぎんが計画
おとなりにぎんが計画（おとなりにぎんがけいかく）は名古屋発、音楽学校をきっかけに結成された4人組のオルタナティヴロックバンドである。

## 解説
メンバーは初音（Vo/Gt）、嘉壱（Ba）、実優（Key）、清水紀花（Dr）からなる。
もともと弾き語りで活動していた初音が他のメンバーを誘う形で2023年2月に結成。2024年3月27日には全国流通盤の1stミニアルバムとして「やさしい地図を描くんでしょ」をリリースしている。
2024年10月よりTOKAI RADIOで放送しているTOKAI RADIO MUSIC PROGRAM SESSIONS 929の火曜日を担当している。